# Samuel Micu Klein
Samuel Micu Klein, magyaros írásmóddal Klein Sámuel (Cód, 1745. szeptember – Buda, 1806. május 14.), Samuil Klein: román történész, nyelvész, teológus, filozófus, az erdélyi iskola tagja.

## Élete
1762-ben Balázsfalván elvégezte a görögkatolikus teológiát, majd szerzetes és a szeminárium és a Szent Bazil rend feje lett. Utóbb a bécsi Pázmáneumba ment tanulmányai kibővítése végett; hat évi ott időzése után 1772-ben Balázsfalvára tért vissza, ahol a mennyiségtant és etikát adta elő. 1780-ban ismét Bécsbe ment, mint a Pázmáneum tanulmányi főnöke. 1784-ben már Balázsfalván volt. Ettől fogva élete folytonos hányattatás. Élete utolsó szakaszában román cenzor és korrektor volt Budán az egyetemi nyomdánál.

## Művei
- Elementa linguae dacoromanae, sive valachicae. Composita a … Locupletata vero, et in hunc ordinem redacta a Georgio Gabriele Sinkai. Vindobonae. 1780. (2. kiadás 1805. Lenyomata a rumén fordítása Cipariu, Archivu pentru filologia si istoria Blasiu, 1867. XXIX. sz.)
- Dissertatio canonica de metrimonio juxta disciplinam graecae orientalis ecclesiae. Uo. 1781.
- Dissertatio de jejuniis graecae orientalis ecclesiae. Uo. 1782.
- Dictionarium latino-valachico-germanico-hungaricum, in genere suo novissimum, et usui cujuslibet acommodatum. Budae, 1806. (Ezen munka nyomtatását halála félbeszakította; életében mutatványként csak egy-egy levél jelent meg belőle; többi része 1825-ben látott napvilágot.)
- Samuel Klein: Dictionarium valachico-latinum; tan., sajtó alá rend. Gáldi László; Erdélyi Tudományos Intézet, Bp., 1944

Kéziratban maradt munkái:
- Istoria lucrurile si intîmplarile Românilor (A rumének története, tényei s eredményei; Dacia elfoglalását s az oláhok történetét Daciában írja le)
- Istoria domnilor terriî romînestî (Romania uralkodóinak története)
- Istoria domnilor terei Moldaveî (Moldvaroszág fejedelmeinek története)
- Istoria schismeî intre biserica resaritului si apusuluî (a keleti s nyugati egyház közti szakadás története)
- Istoria bisericascã (A rumének egyháztörténete Magyarországon, Erdélyben és Romániában, öt 4-rét kötet)
- Historia Daco-Romanorum sive Valachorum